# Пирамида Аменемхета I
Пирами́да Аменемхета I — египетская пирамида, построенная фараоном Аменемхетом I, основателем XII династии.

## История
Пирамида была построена в Древнем Египте как место захоронения для фараона Аменемхета I и расположена на западном берегу Нила, возле города Саккара и примерно в 50 км к югу от Каира, здесь располагалась древняя резиденция и некрополь первых двух правителей XII династии. Аменемхет I основал новую резиденцию, недалеко от современной деревни Лишт. В период раннего среднего царства столица была перенесена из Мемфиса в Фивы, до первого фараона из XII династии.
Французский египтолог Масперо первым изучил пирамиду Аменемхета I в 1882 году, некрополь в дальнейшем изучался французским Институтом Восточной археологии в 1884—1885 годах. В начале XX века тут же проводились раскопки американской экспедицией Метрополитен-музея Нью-Йорка, который продолжает проводить их и в наше время.
Археологические данные свидетельствуют о том, что Аменемхет I начал строить свою пирамиду в Фивах, но по неизвестным причинам изменил место постройки, перенеся недалеко от современной деревни Лишт. Пирамида после завершения строительства поднялась на высоту 55 м, с длиной основания 83 м и наклоном в 54 градуса. Ядро пирамиды было сделано из небольших грубых блоков местного известняка с рыхлой засыпкой из песка, мусора, грязи и кирпичей. Некоторые из блоков известняка найденных в пирамиде были взяты из других пирамид: Хуфу, Хефрена, Унаса и Пепи II (или, возможно, Пепи I). Внутри пирамиды имеется наклонной ход из гранитными блоков и захоронение на уровне земли. В целом строительство пирамиды было простым и от неё мало чего осталось на сегодняшний день.
Ни одной из экспедиций не удалось успешно исследовать внутренние проходы пирамиды из-за затопления грунтовыми водами.